# Wertach

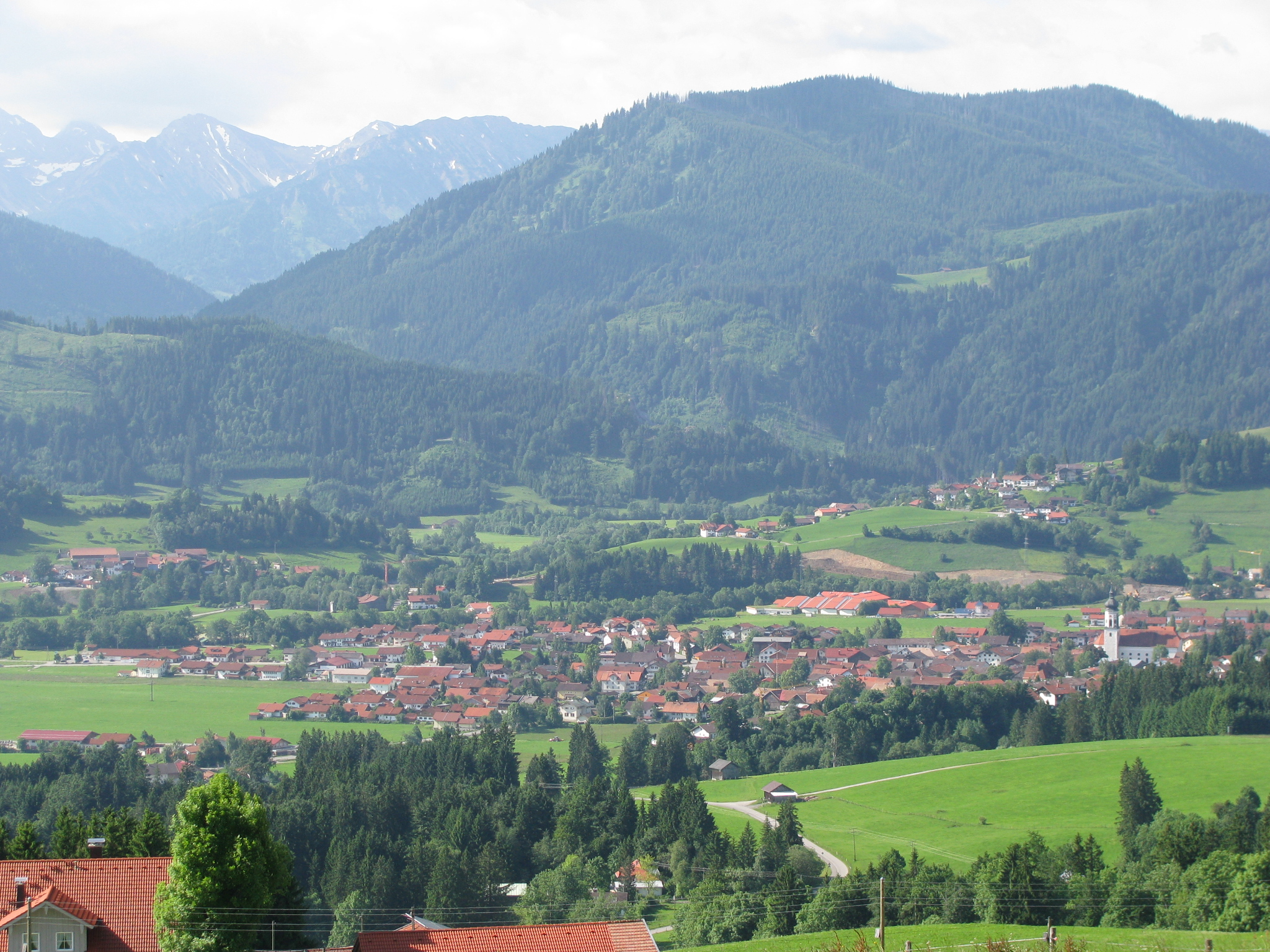
Wertach im Oberallgäu

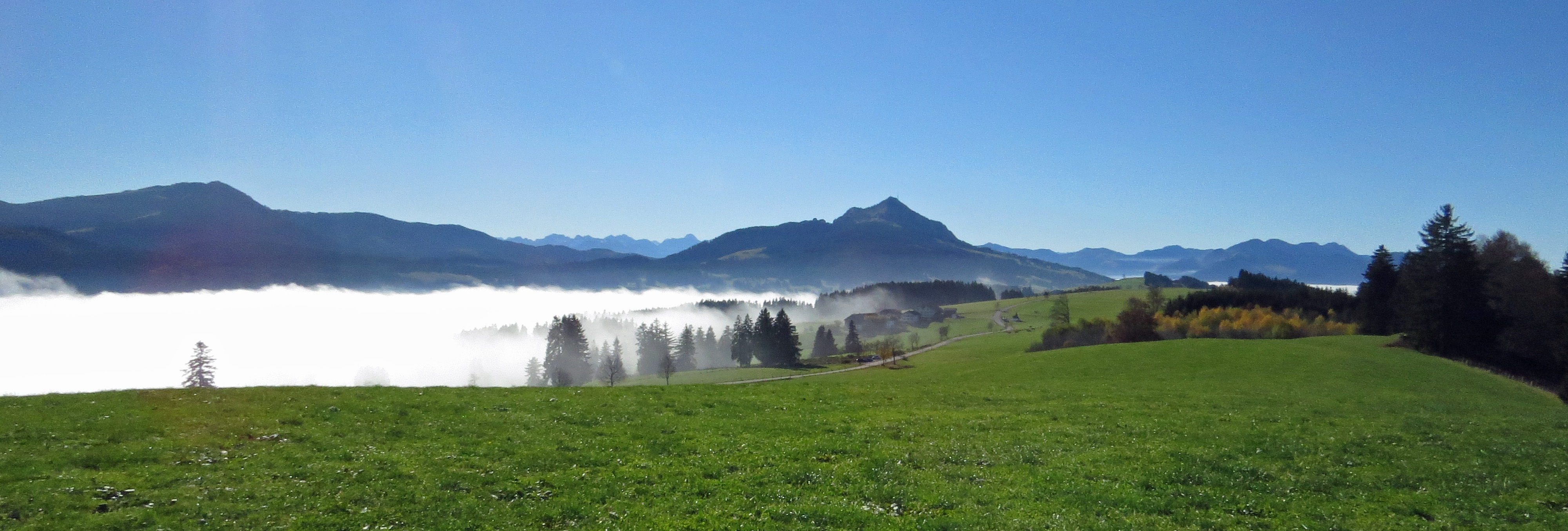
Ellegger Höhe (1100 m ü. NHN) bei Wertach mit Allgäuer Alpen

Wertach ist ein Markt im schwäbischen Landkreis Oberallgäu. Der gleichnamige Hauptort ist Sitz der Gemeindeverwaltung und staatlich anerkannter Luftkurort.

## Geographie
Wertach ist mit 915 m ü. NHN die höchstgelegene Marktgemeinde Deutschlands und liegt in der Region Oberallgäu am Fuße des Grünten an dem Fluss Wertach. Der nach der Ortschaft benannte Hausberg ist das Wertacher Hörnle.
Die Höhenlage der Gemeinde reicht von 876 m ü. NHN (Grüntensee) bis 1695 m ü. NHN (Wertacher Hörnle).

### Gemeindegliederung
Es gibt eine Gemarkung mit elf Gemeindeteilen: der Hauptort Wertach, die Dörfer Bichel, Enthalb der Ach, Hinterreute und Vorderreute, die Weiler Gereute, Hinterschneid, Oberellegg, Unterellegg und Vorderschneid sowie die Einöde Schray.

## Geschichte

### Bis zum 15. Jahrhundert
Bis zur Landnahme der Römer gegen Mitte des letzten Jahrhunderts vor Christus herrschten im Voralpenraum das Volk der Kelten, das um 500 v. Chr. eingewandert war. Die Kelten hatten eine eigene Schrift und führten unter anderem die Geldwirtschaft für Handel und Wirtschaft in Mitteleuropa ein. Das Eisenhandwerk produzierte Gegenstände, die bis ins 19. Jahrhundert unverändert weiter benutzt wurden. Die römischen Heere unter Drusus und Tiberius besiegten im Jahre 15 v. Chr. die vindelikischen Stämme im Voralpenraum, so die Brigantii der Siedlung Bregenz (Brigantium) und die Estiones um das Gebiet von Kempten (Cambodunum). Der Name Wertach leitet sich von der keltischen Flussbezeichnung Virdo (gesprochen werdda, für kräftig, schnell) ab und spricht für eine Besiedlung durch keltische Stämme. Ab dem 10. Jahrhundert werden die Flussbezeichnungen Werthahe und Wertha genutzt.
Wertach wurde bereits im Jahre 955 erwähnt, Bischof Ulrich von Augsburg weihte in diesem Jahre die erste Pfarrkirche, um das Jahr 1000 bestand bereits eine Pfarrei St. Maria. Im Jahre 1149 schenkte Hiltibrand von Wolfertschwenden dem Kloster St. Ulrich in Augsburg, welches heute noch Besitzungen in Wertach hat, ein Gut, das einen jährlichen Ertrag von vierzig Käselaibe eingebracht hatte. Die Wertacher zahlten ihre Steuern an die Edelherren von Rettenberg, die bis Ende des 13. Jahrhunderts von Wertach bis zum Widderstein den größten Anteil des Allgäuer Gebiets besaßen, teils eigen, teils als Lehen und auch als Vogtherren über die Güter im unmittelbaren Besitz der Kirchen Augsburg, Füssen, Ottobeuren und Schaffhausen. Die Rettenberger Herrschaft wurde in Wertach durch „ritterbürtige Mannen“, deren Namen mangels Urkunden nicht überliefert sind, als Vasallen ausgeübt, die eine „Burg zwischen Mühle und der Sebastianskirche“ unterhielten.
Heinrich von Rettenberg verlieh am 13. Juni 1331 das Patronatsrecht und den Kirchensatz über Teile von Wertach an das Kloster Stams in Tirol, da seine ältere Tochter Elzbeth den Herzog Georg von Starkenberg bei Imst geheiratet hatte. 1332 wurde die Pfarrkirche von dem Augsburger Bischof Ulrich II. von Schönegg mit Zustimmung seines Domkapitels mit allen Rechten und Nutzbarkeiten dem Zisterzienserkloster inkorporiert und 1338 von Papst Benedikt XII. bestätigt. Einzelne Güter um Wertach standen als Teil des Hinanger Besitzes seit 1291 in der Lehenshoheit der Schellenberger und wurden 1334 von Ritter Tölzer von Schellenberg für 1800 Pfund Constanzer Pfennige an das Stift Augsburg verkauft. Die Erbtochter des Heinrich von Rettenberg erhielt nach dessen Tod die Burg und Herrschaft Rettenberg und verkaufte diese 1351 für 1600 Pfund Constanzer Pfennige an den Bischof Heinrich zu Augsburg. Zu dieser Zeit war in Wertach ein Rittergeschlecht ansässig, die ihren Besitzungen an die benachbarten Herrschaften von Rettenberg und Schellenberg überließ, womit der Ort Wertach bereits 1337 an das Bistum Augsburg kam. Wertach bekam 1423 das Marktrecht verliehen, Markt Wertach gehörte zum Hochstift Augsburg.
Das Kloster St. Ulrich übte bis Ende des Mittelalters über seine Besitzungen, die in zwei Tigen aufgeteilt waren, die Fronhofgerichtsbarkeit aus. Wertach zählte (neben Burgberg, Langenwang, Ofterschwang u. a.) zur Kemnater Tige. Beide Tigen wurden einmal im Jahr, donnerstags vor Gertrudis im März, vom Abt von St. Ulrich oder dessen Amtmann im Abtshof zu Greggenhofen zu einer Bauding (Versammlung zur Regelung von Feldbausachen und der Abgaben an den Grundherren, Schlichtung von Streitsachen) zusammengerufen. Unbekannt bleibt, in welchem Jahr das Hochstift Augsburg auch über Wertach und Rettenberg ein Niedergericht erhielt, es war jedenfalls seit 1434 tätig. Neben dem vom Kaiser verliehen Marktrecht erhielt das Hochstift auch die Blutgerichtsbarkeit, um „Stock und Galgen“ errichten zu dürfen. 1471 zählten zum Gericht Wertach die Pfarreien Wertach und Mittelberg.
Am 21. Februar 1530 brannte in Wertach die Kirche und 118 Häuser, 1605 zerstörte ein Feuer 140 Häuser.

### Bis zum 19. Jahrhundert
Zu Beginn des Dreißigjährigen Krieges bestanden im Allgäu zwei Lager: zur katholischen Liga zählten der Fürstabt von Kempten und der Bischof von Augsburg mit all den Allgäuer Herrschaften und Klöstern. Inmitten der weiten Räume des katholischen Oberschwabens hatten sich die Reichsstädte Memmingen und Kempten der Protestantischen Union angeschlossen, nach kaiserlichem Druck unter Zusicherung der Freiheit von Truppendurchzügen und Befreiung von Kriegslasten den Bund allerdings schon 1621 aufgegeben. Jahr für Jahr zogen Truppen der Liga und der Union durch das Allgäu und verlangten Quartier, Verpflegung und, neben den regulären kaiserlichen Steuern, Gold. Ab Januar 1628 wütete die Pest in der Region, den Höhepunkt erlebte Wertach im Jahr 1635 mit über 700 Pesttoten, die in einem Massengrab bei der heutigen Pfarrkirche bestattet wurden. Dieser Pestgottesacker wurde 1865, anlässlich einer Friedhofserweiterung entdeckt; auch bei der Kirchenerweiterung 1978 stieß man auf Gräber. Weitere Pestseuchen in Wertach wurden in den Jahren 1350 und 1511 beurkundet, bei der Letzteren brach in 34 Häusern die Pest aus, in der Folge starben 105 Menschen, darunter 49 Kinder.
Am 14. April 1632 besetzten die Schweden unter Oberst Georg Christoph von Taupadel Memmingen, im gesamten Gebiet lagen keine kaiserlichen oder ligistische Truppen, die Widerstand hätten leisten können. Daraufhin unterwarfen sich den Schweden von den Allgäuer Gemeinden eine nach der anderen durch Zahlung der Brandschatzung, monatlichen Kriegssteuern und um schwedische Salva Guardia zu erbitten. Die Gerichte Wertach, Sonthofen und Oberstdorf zahlten eine Brandschatzung von 800 Gulden und eine Monatssteuer von 400 Gulden. Schon im Mai 1632 setzte sich die 8000 Mann starke Vorarlberger Landwehr und ein Regiment Fußknechte unter der Führung von Johann Hannibal von Hohenems und Hauprecht Humpiz von Schomburg vom Bodensee her in Bewegung und drängten in etlichen Scharmützeln Teile der schwedischen Truppen zunächst nach Memmingen zurück. Abgesprengte schwedische Einheiten zogen marodierend durch das Oberallgäu und schlugen am 25. Mai 1632 die rund zweihundert Mann starke Rettenberger Landwehr bei Oy und verbrannten die Kirche in Wertach (die damals auf dem Platz des heutigen Gasthofes Engel stand) und das Dorf Agathazell. Im Juni 1632 rückten die Schweden unter Herzog Bernhard von Sachsen-Weimar erneut über Isny und Wangen bis Oberstdorf vor, das die am 24. Juni 1632 plünderten. 1633 brannten die Schweden Wertach den ganzen Ort bis auf sechs Häuser nieder. Weitere schwedische Raubzüge im Oberallgäu bis Oberstdorf und im Rettenberger erfolgten im Oktober 1632, Mai und August 1634.
Erst zum 1. September 1634 räumten die Schweden das Allgäu und zogen nach Nördlingen, um dort vernichtend geschlagen zu werden. Mit dem Prager Friedensvertrag blieb des Oberallgäu rund elf Jahre bis 1646 von direkten Kämpfen verschont. Pest und Krieg hatten über zwei Drittel der Allgäuer Bevölkerung ausgelöscht. Die verbliebene Bevölkerung und zugezogene fremde Bauern nahmen wieder den Ackerbau auf, die Hungersnöte verschwanden. Die weiterhin verödeten Gebieten bedeckten sich rasch mit Wald und das Wild vermehrte sich ungemein. Mitte September 1646 fielen erneut Schweden und Franzosen ein und plünderten schonungslos das Allgäu, am 13. August 1647 kamen die Schweden letztmals ins obere Illertal. Rasch vermehrte sich die Bevölkerung in der zweiten Hälfte des 17. Jahrhunderts, in den Gerichten Rettenberg und Wertach wurde 1650 wieder 792 wehrfähige Männer gezählt, auch konnte die Bevölkerung einen bescheidenen Wohlstand erwerben, in der Pflege Rettenberg hatten die Untertanen 1655 ein Vermögen von 770.565 Gulden, das bis 1682 auf 953.827 gesteigert werden konnte. Am ärmsten war das Gericht Sonthofen, am besten gestellt die Gerichte in Rettenberg und Wertach. Im Jahr 1682 brach eine Lungenseuche beim Vieh aus.
Seit dem Reichsdeputationshauptschluss und der Säkularisation von 1803 gehört der Ort zu Bayern. Im Zuge der damaligen Verwaltungsreformen im Königreich Bayern entstand mit dem Gemeindeedikt von 1818 die heutige Gemeinde. Am 1. Januar 1853, um 11:30 Uhr, brach auf dem Anwesen von Thomas Lochbihler ein Feuer aus, das sich ausbreitete und in den folgenden fünf Stunden sechzehn Häuser in Asche legte. Die Kirche stand damals noch am Platze des heutigen Gasthofes „Engel“. Der mutmaßliche Brandverursacher Lohbihler in der Nacht zum 8. Februar 1851 durch sechzehn Dolchstiche ermordet.
Der Brand von 16. April 1893 war die größte Katastrophe in der Geschichte von Wertach. Ein junger Bursche mit einer brennenden Zigarre soll sich in einem Stall befunden haben. Kurz als er das Haus verließ, stand dieses als erstes Haus in Flammen. Er soll verhaftet worden sein. Das Feuer griff schnell auf die umliegenden Häuser über und breitete sich innerhalb kürzester Zeit auf den gesamten Ort aus. Die Feuerwehr konnte den Brand nicht unter Kontrolle bringen. Die Flammen zerstörten 110 Häuser, darunter die Pfarrkirche, die Schule, das Rathaus und das Postamt. Nur sieben Häuser blieben verschont. Der Brand verursachte einen Schaden von etwa zwei Millionen Mark. Die meisten Wertacher waren nicht gegen Brand versichert und standen nun bettelarm da. Der Brand von 1893 hatte tiefgreifende Folgen für Wertach und war ein Wendepunkt in der Geschichte. Die Gemeinde musste von Grund auf neu aufgebaut werden. Die niedergebrannte Kirche St. Ulrich wurde von Hugo von Höfl mit einem 50 Meter hohen Turm im Jahr 1896 neu errichtet. Das neue Wertach wurde nach modernsten Gesichtspunkten geplant und gebaut. Die Häuser wurden aus Steinen und Ziegeln gebaut und mit Feuerschutzmauern versehen. Die Straßen wurden verbreitert und befestigt. Die Wasserversorgung wurde verbessert und eine neue Feuerwehr wurde gegründet. Zum Aufbau des Ortes wurden italienische Maurer eingesetzt. Der Ort wurde modernisiert und sicherer gemacht. Am Friedhof von Wertach befindet sich eine Gedenkstätte für die Opfer des Brandes von 1893. Die Gedenkstätte besteht aus einem Kreuz und einer Tafel mit den Namen der Opfer. Die Gedenkstätte ist ein Mahnmal an die Katastrophe und ein Zeichen des Gedenkens an die Opfer.
Im 18. und 19. Jahrhundert erlebten die Wertacher fünf Hungerszeiten. Missernten wirkten sich zu Katastrophen aus, da die Wertacher ehemals Selbstversorger waren. Die Gründe für die Missernten waren vielfältig. So kam es in dieser Zeit immer wieder zu extremen Wetterereignissen, wie Dürren, Überschwemmungen und Hagelstürmen. Auch Kriege und politische Unruhen führten zu Hungersnöten. Die Wertacher waren auf die Landwirtschaft angewiesen, um sich zu ernähren. Sie bauten Getreide, Kartoffeln, Hanf und Flachs an. Die drei Mühlräder im Wertacher Wappen zeugen davon. Die Hungersnöte waren für die Wertacher eine schwere Zeit. Viele Menschen starben an Hunger oder Krankheiten. Wertach wurde im 18. und 19. Jahrhundert auch von sieben Hochwasserkatastrophen heimgesucht. Die Hochwasser waren oft so stark, dass sie sämtliche große Brücken über die Starzlach und Wertach fortspülten. Die Hochwasserkatastrophen waren für die Wertacher eine weitere Katastrophe. Sie zerstörten Häuser und landwirtschaftliche Flächen und führten zu großen Sachschäden.

### 20. Jahrhundert
In der Endphase des 2. Weltkrieges standen am 28. April 1945 die Amerikaner an der Ortsgrenze Wertachs, während sich 2000 deutsche Soldaten im Ort befanden mit dem Befehl, die Feinde aufzuhalten. In den ersten Angriffen gerieten bereits zwei Anwesen in Brand, und es bestand die Gefahr, dass Wertach zum sechsten Mal in seiner Geschichte ein Raub der Flammen würde. Einige Wertacher Männer, darunter der Bürgermeister und der Pfarrer, konnten die deutschen Soldaten jedoch überzeugen den Widerstand aufzugeben. Die Soldaten zogen sich zurück, und die Wertacher konnten die Brände löschen. In Wertach befinden sich zwei kunstvoll gestaltete Kriegerdenkmäler am Friedhofsrand. Sie wurden als Mahnmal und zum Gedenken der mehr als 170 gefallenen Väter und Söhne Wertachs errichtet. Die Kriegerdenkmäler sind ein sichtbares Zeichen des Leids, das die Wertacher im Laufe ihrer Geschichte erlitten haben.

### Einwohnerentwicklung
Zwischen 1988 und 2018 wuchs die Gemeinde von 1895 auf 2426 um 531 Einwohner bzw. um 28 %.
| Jahr      | 1961 | 1970 | 1990 | 1995 | 2000 | 2005 | 2010 | 2015 | 2021 |
| Einwohner | 1515 | 1558 | 2059 | 2250 | 2330 | 2467 | 2504 | 2436 | 2657 |

## Politik

### Bürgermeister und Gemeinderat
Ergebnis der Kommunalwahl am 15. März 2020:
Bürgermeister
- Erste Bürgermeisterin: Gertrud Knoll (CSU)
- Zweiter Bürgermeister: Clemens Suntheim (Arbeitnehmer)
- Dritter Bürgermeister: Alex Wittwer (Christlich-Soziale Union in Bayern, CSU)

Gemeinderat
- Christlich-Soziale Union in Bayern e. V. (CSU): 25,21 %, 4 Sitze
- Parteilose Wählerschaft Gewerbe und Tourismus: 21,92 %, 3 Sitze
- Wählerschaft der Arbeitnehmer: 16,66 %, 2 Sitze
- Unabhängige Frauengruppe Wertach: 18,28 %, 3 Sitze
- Freie Wählerschaft Wertach: 17,93 %, 2 Sitze

### Wappen
| | Blasonierung: „In Grün ein schräglinker silberner Wellenbalken, der mit drei schwarzen Mühlrädern belegt ist.“ |
| Wappenbegründung: Wertach wird bereits im 15. Jahrhundert als Markt bezeichnet. Es sind allerdings keine Gerichts- oder Gemeindesiegel bekannt. Der Wellenbalken stellt den Fluss Wertach und damit auch den Ortsnamen dar. Die drei Mühlräder weisen auf die Mühlen entlang der Wertach hin, die Obere und Untere Mühle sowie die Reutemühle. | |

## Kultur und Sehenswürdigkeiten
- Katholische Pfarrkirche St. Ulrich (Wertach)
- St. Sebastianskapelle: Die St. Sebastianskapelle wurde 1512 erweitert und 1763 nach Plänen der berühmten Wieskirche von Dominikus Zimmermann neu errichtet und wird deshalb liebevoll Kleine Wies genannt.
- Heimatmuseum: Das Heimatmuseum wurde im Jahre 1931 gegründet. Neben handwerklichen Geräten, Waffen und Tieren ist eine Gemäldegalerie von Franz Sales Lochbihler, der es bis zum königlich bayerischen Hofmaler gebracht hatte, enthalten.
- In Wertach wurde 1874 von den Gebrüdern Kramer der Weißlacker-Käse weltweit erstmals produziert.
- Bergkäse-Sennerei
- „Wertacher Jodlar-Prob“ – Jodeln
- Sebaldweg: Wanderweg mit Stelen zum Gedenken an den aus Wertach gebürtigen Autor W. G. Sebald

## Wirtschaft und Infrastruktur

### Wirtschaft einschließlich Land- und Forstwirtschaft
Es gab im Jahre 2020 nach amtlicher Statistik im Bereich der Land- und Forstwirtschaft 22, im produzierenden Gewerbe 369 und im Bereich Handel und Verkehr 154 sozialversicherungspflichtig Beschäftigte am Arbeitsort. In sonstigen Wirtschaftsbereichen waren am Arbeitsort 207 Personen sozialversicherungspflichtig beschäftigt. Sozialversicherungspflichtig Beschäftigte am Wohnort gab es insgesamt 1046. Im verarbeitenden Gewerbe gab es zwei, im Bauhauptgewerbe vier Betriebe. Zudem bestanden im Jahr 2016 44 landwirtschaftliche Betriebe mit einer landwirtschaftlich genutzten Fläche von 1349 ha.

### Bildung
im Jahre 2021 gab folgende Einrichtungen:
- 2 Kindertagesstätten: 135 genehmigte Plätze, 139 betreute Kinder
- Grundschule Wertach (7 Lehrer, 109 Schülerinnen und Schüler)

## Vereine
Ortsansässiger Sportverein ist der SSV Wertach mit den Sparten Fußball, Volleyball, Laufsport, Mountainbike, Leichtathletik, Aerobic, Tischtennis, Nordic Walking, Ski Nordisch, Ski Alpin, Rodeln und Eisstocksport.
Der älteste Verein ist die Kgl. priviligierte Schützengesellschaft 1505. 1505 gilt als Gründungsjahr, weil für dieses Jahr die erste Notiz über Schützen in Wertach überliefert ist. Es ist jedoch anzunehmen, dass es dort schon vorher Schützen gegeben hatte. Während des Deutschen Bauernkrieges werden die Wertacher Schützen im Allgäuer Haufen erwähnt. Im Jahre 1530 waren sie bei einem großen Scheibenschießen im Tigau Rettenberg dabei. Die erste Schießstätte wurde 1552 erwähnt. Dass von den örtlichen Unterlagen wenig erhalten ist, hat mit der feurigen Geschichte Wertachs zu tun. Nach Bränden, Pest und Dreißigjährigem Krieg wurde erst ab 1720 wieder vom regen Vereinsleben bis um 1800 berichtet. Als Mitte des 19. Jahrhunderts die Zimmerstutzen eingeführt wurden, konnte man im Winter auch in Räumen schießen. 1863 gründeten 20 Wertacher einen Zimmerstutzenverein, der sich 1907 mit den Feuerschützen vereinigte und 1908 eine Schießstatt mit 18 Feuerstutzenständen in Betrieb nahm. Beide Weltkriege brachten das Vereinsleben zum Erliegen. Nach dem Zweiten Weltkrieg durfte erst ab Dezember 1950 wieder mit dem Luftgewehr geschossen werden. Bis dahin wurde die Gesellschaft als Kegelverein aufrechterhalten. Von 1981 bis 1983 wurde das Schützenhaus mit acht Kleinkaliber- und 18 Luftgewehrständen gebaut.

## Trivia
Durch den Brand von 1893 wurden alle öffentlichen Unterlagen Wertachs zerstört, in Aufzeichnungen des früheren zweiten Bürgermeister Zellers fanden sich zwei Hinweise auf Bestrafungen. Am 11. Oktober 1696 wurden vier Bäcker aus Wertach bestraft, weil deren Brot um zwei Loth zu gering gebacken war. Im Juli 1652 wurde Ulrich Hindelang zu einer Strafzahlung verurteilt, weil er am Heiligen Osterabend Fleisch gegessen hat.

## Persönlichkeiten
- Franz Sales Lochbihler (1777–1854), Maler, unter anderem am bayerischen Hof tätig
- Hugo von Höfl (* 19. Jahrhundert-1910), deutscher Architekt und königlich-bayerischer Baubeamter
- Fritz Bergmiller (1875–1930), Förster und Jagdschriftsteller
- Paul Harro Piazolo (1926–2000), Ministerialbeamter, ist im Ort geboren
- W. G. Sebald (1944–2001), Schriftsteller und Literaturwissenschaftler
- Leopold Herz (* 1953), Politiker (Freie Wähler), Landtagsabgeordneter
- Susanne Mischke (* 1960), Schriftstellerin und Drehbuchautorin
- Magdalena Willems-Pisarek (* 1972), Kunstmalerin
- Joachim Konrad  (* 1978), Politiker

## Bilder

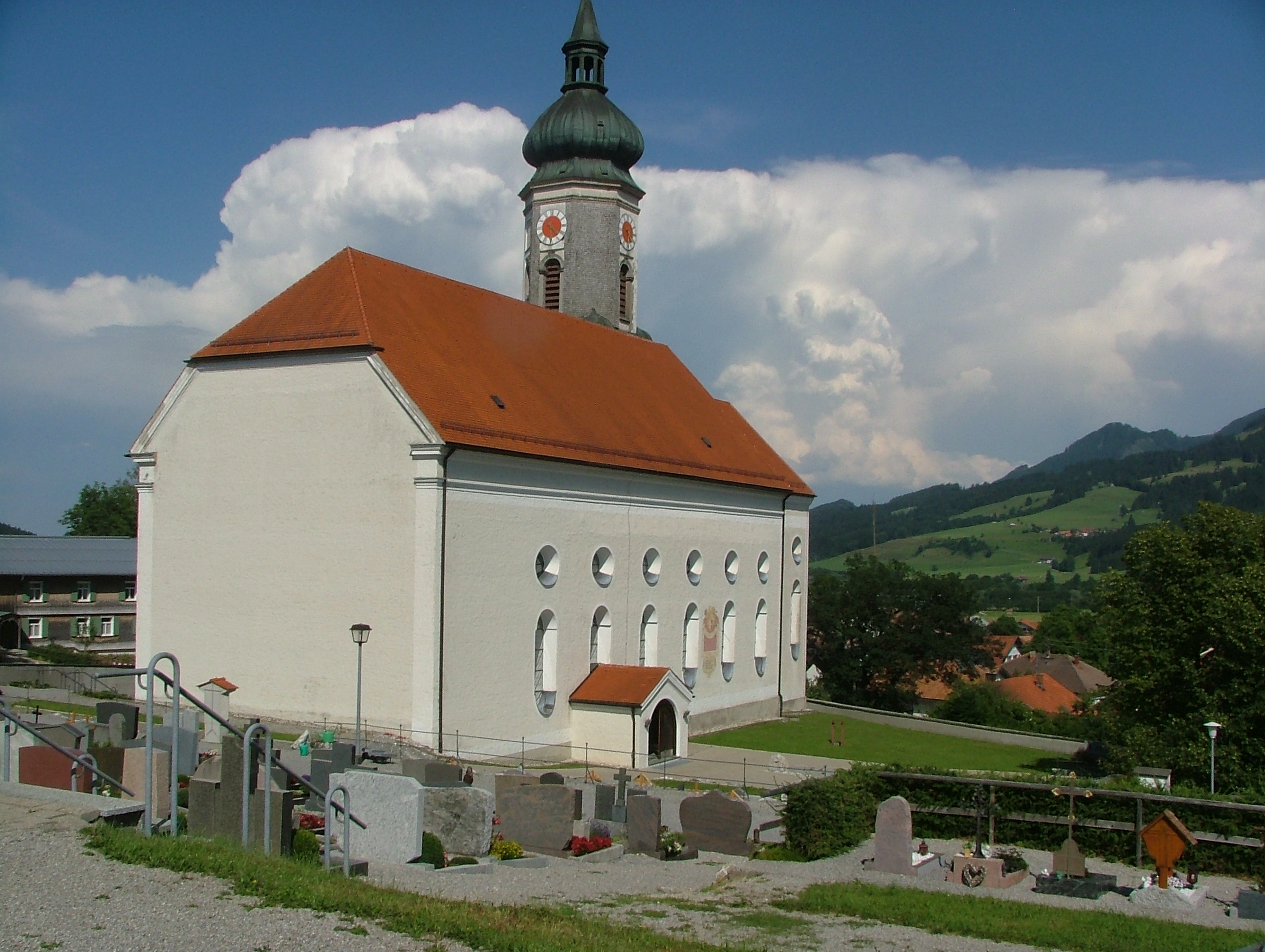
Wertach, Kirche St. Ulrich
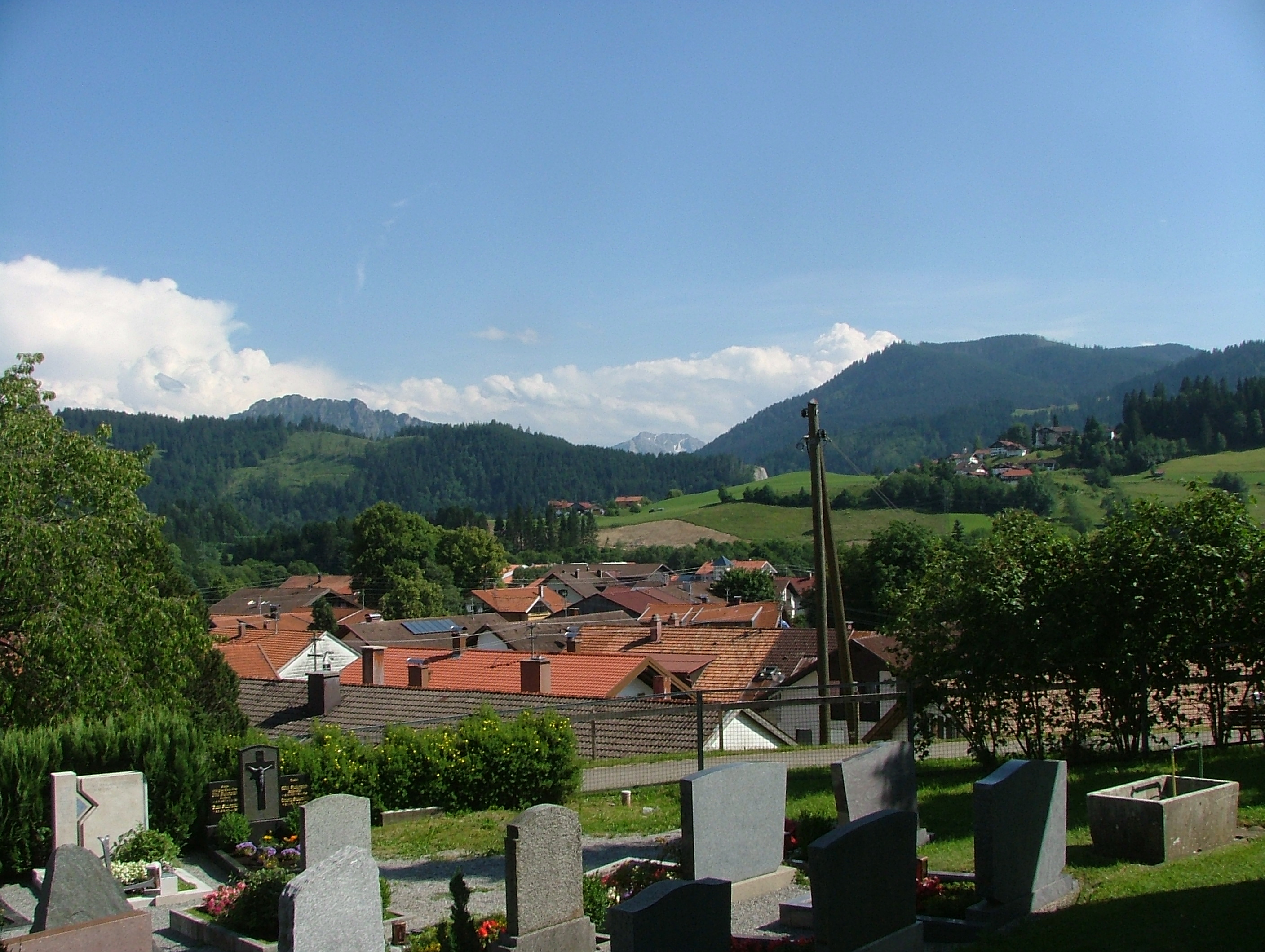
Sorgschrofen, Iseler und Wertacher Hörnle
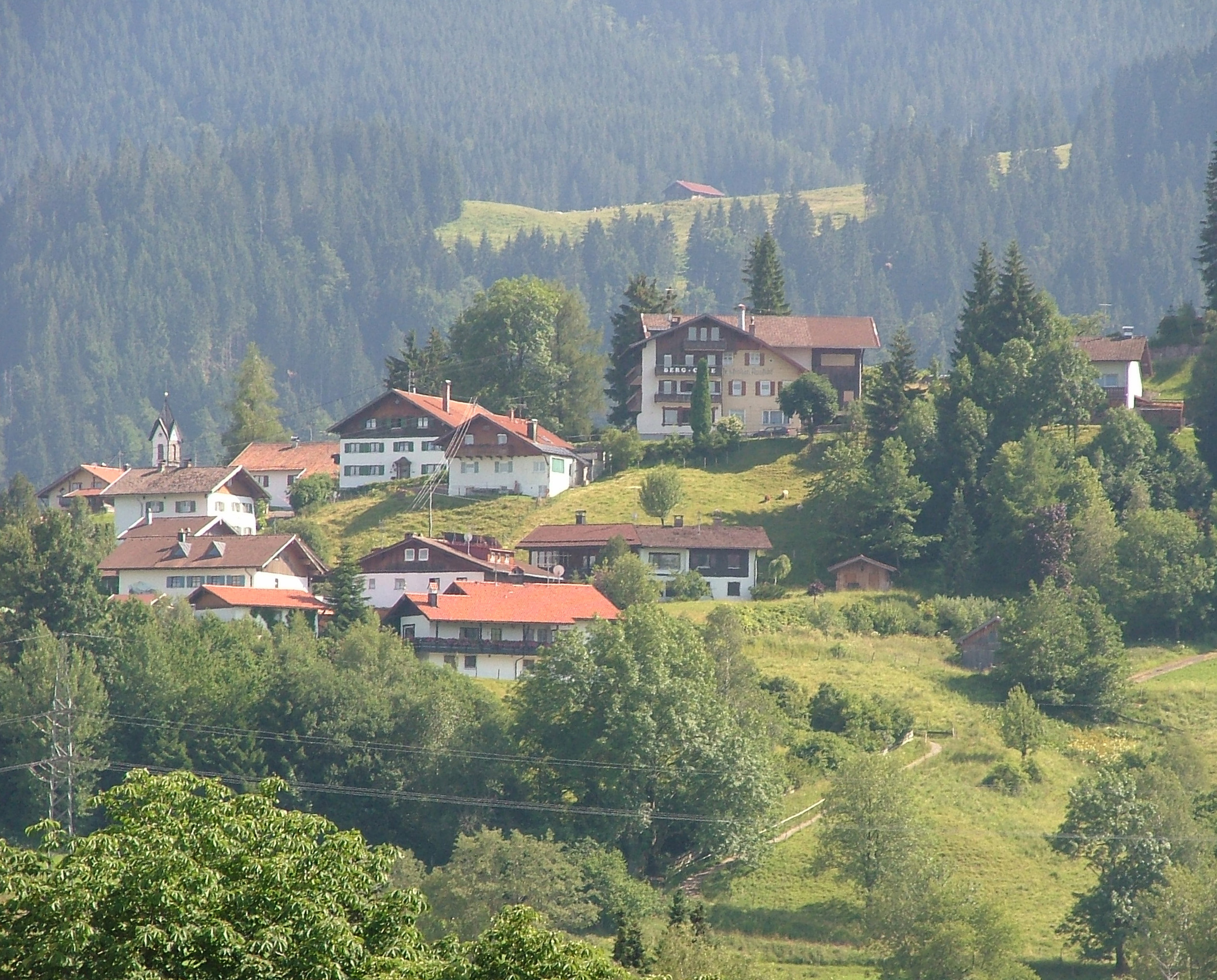
Ortsteil Bichel, südlich von Wertach
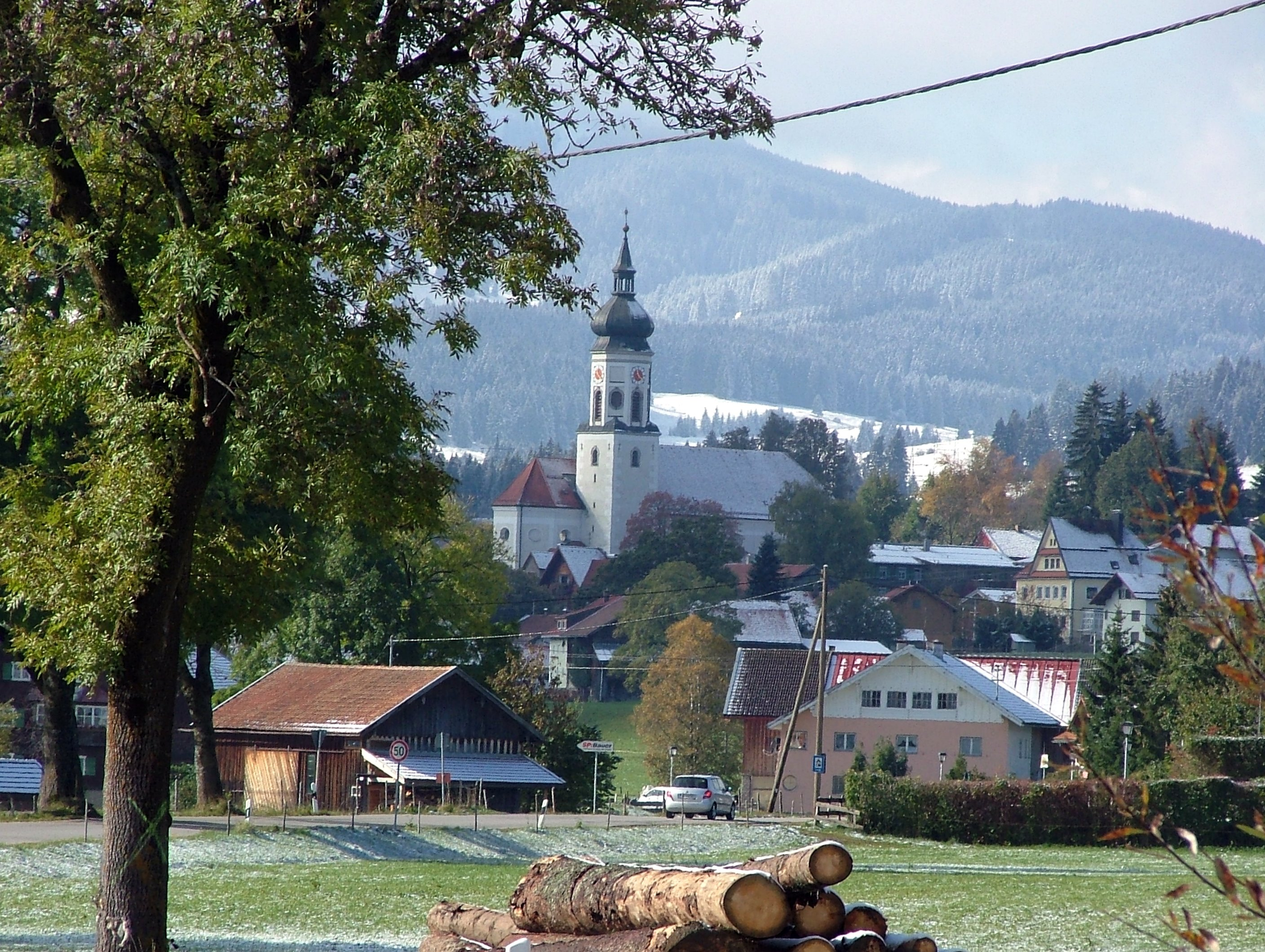
Wertach von Osten
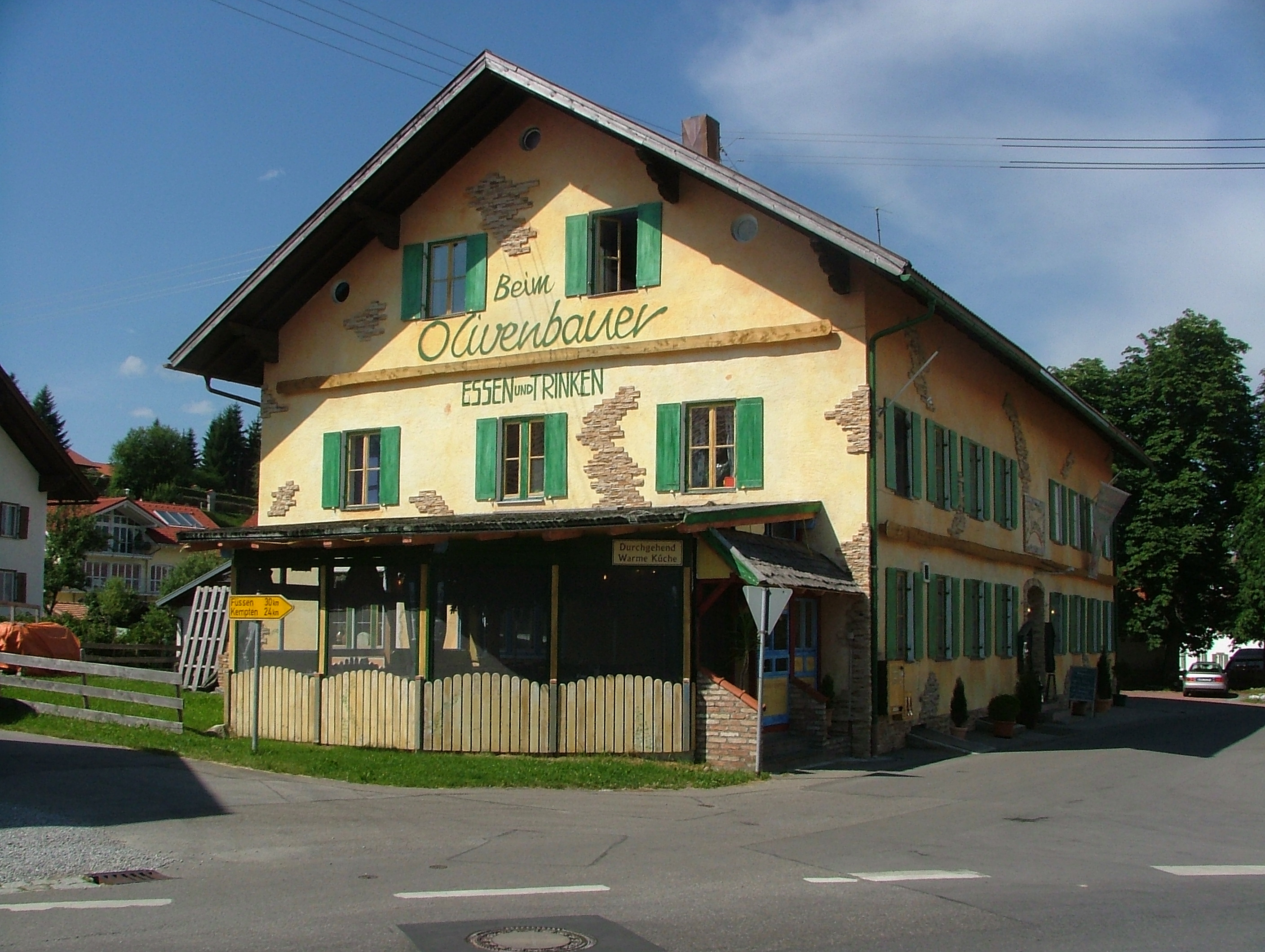
Wertach
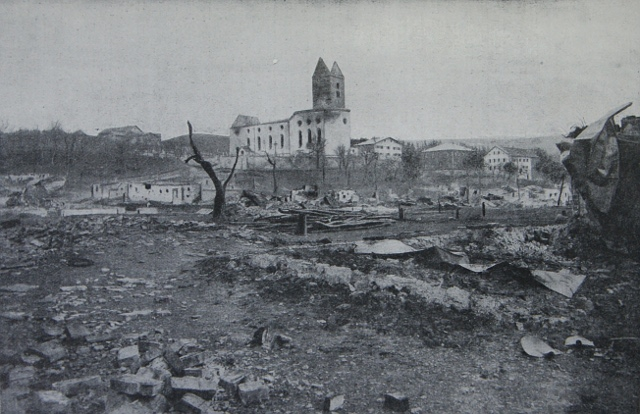
Wertach nach dem Brand 1893